# Benzfetamina
A benzfetamina (DCI) ou benzofetamina (nome comercial: Didrex) é uma anfetamina substituta com propriedades anorexígenas usada para perda de peso. É prescrito para obesidade para pessoas que não conseguiram perder peso apenas com exercícios e dieta. É recomendada para uso a curto prazo acompanhada de dieta hipocalórica (baixa caloria), exercícios físicos e acompanhamento profissional.  É um pró-fármaco para dextroanfetamina e dextrometanfetamina.
A benzfetamina é um anorexígeno, promovendo a perda de peso principalmente através da redução do apetite. Também aumenta ligeiramente o metabolismo.

## Farmacologia
A benzfetamina tem uma meia-vida biológica de 4 a 6 horas.
A benzfetamina é metabolizada pelo corpo humano em anfetamina e metanfetamina, tornando-se uma das várias drogas a sofrer conversão in vivo em uma substância de maior potencial de dependência e abuso.

## Contraindicações
A benzfetamina é contraindicada em pessoas com arteriosclerose avançada, doença cardiovascular sintomática, hipertensão moderada a grave, hipertireoidismo, hipersensibilidade a aminas simpaticomiméticas e glaucoma, ou que utilizaram um inibidor da monoamina oxidase (IMAO) nas duas últimas semanas. A admnistração de benzfetamina a pacientes agitados ou com histórico de abuso de drogas requer avaliação médica criteriosa.